# 伊部真
伊部 真（いべ まこと、1921年（大正10年）1月21日 - 1973年（昭和48年）10月9日）は、日本の労働運動家、政治家。参議院議員。位階は正五位。

## 経歴
福井県出身、本籍は大阪府。1939年、此花商業学校（現・大阪偕星学園高等学校）を卒業。
1941年に日本通運に入社、大阪支店労務主任を務めた。戦時中は宮崎県小林市で入隊。その後、全日通労働組合（全日通）梅田支部執行委員、同執行委員長、全日通中央執行委員、同関西地区本部副委員長、同大阪支部書記長、同中央執行副委員長などを経て、1960年、全日通中央執行委員長に就任。
その後、全国通運労働組合協議会議長、全国交通運輸労働組合総連合議長、運輸労連中央執行委員長などを務めた。
1971年7月の第9回参議院議員通常選挙で、全国区から日本社会党公認で立候補して当選したが、在職中の1973年10月9日、死去した。52歳没。同月12日、特旨を以て位記を追賜され、死没日付をもって正五位勲三等に叙され、瑞宝章を追贈された。哀悼演説は同年12月1日、参議院本会議で長田裕二により行われた。
その他、大阪府労働委員会委員、中央労働委員会委員などを務めた。